# Richard Owen
Sir Richard Owen, angleški biolog, anatom in paleontolog, * 20. julij 1804, Lancaster, † 18. december 1892.
Owen je bil vodilna sila pri ustanovitvi Britanskega prirodoslovnega muzeja leta 1881.